# Masojedy
Masojedy là một làng thuộc huyện Kolín, vùng Středočeský, Cộng hòa Séc.